# Bohumil Golián
Bohumil Golián (Moštenica, 25 marzo 1931 – Bratislava, 11 gennaio 2012) è stato un pallavolista e allenatore di pallavolo cecoslovacco.

## Biografia
Bohumil Golián ha giocato nella nazionale della Cecoslovacchia di pallavolo dal 1955 al 1968.
Ha fatto parte della squadra che ha vinto il campionato del mondo di pallavolo del 1956 e quello del 1966.
Con la nazionale ha ottenuto una medaglia d'argento ai Giochi olimpici di Tokio del 1964, giocando sei gare. Ha vinto poi una medaglia di bronzo quattro anni dopo a Città del Messico giocando sette gare. In quell'Olimpiade fu portabandiera per il suo paese alla cerimonia di apertura dei Giochi.
Dal 1969 al 1970 ha svolto il ruolo di allenatore-giocatore in Italia, a Bari.